# Nizhneglebovka
Nizhneglebovka (del ruso: Нижнеглебовка) es un jútor del raión de Kushchóvskaya del krai de Krasnodar, en Rusia. Está situado en las llanuras de Kubán-Priazov, a orillas del Elbuzd, afluente del Kagalnik, 25 km al nordeste de Kushchóvskaya y 192 km al nordeste de Krasnodar, la capital del krai. Tenía 105 habitantes en 2010
Es cabeza del municipio Glebovskoye.